# Panzerbrigade 15
Die Panzerbrigade 15 „Westerwald“ war eine Brigade der 5. Panzerdivision mit letztem Sitz des Stabes in Koblenz und Stationierungsraum im Westerwald. Die Brigade wurde 1993 aufgelöst. Die Brigade wird oft auch als  „Westerwaldbrigade“ bezeichnet.

## Geschichte

### Vorgeschichte als Kampfgruppe in der Heeresstruktur 1
Zur Einnahme der Heeresstruktur 1 wurde die Panzerkampfgruppe C 5 zum 1. April 1957 mit Standort des Stabes in der Flak-Kaserne in Koblenz neu aufgestellt. Zur weiteren Aufstellung gab die Panzerkampfgruppe A 5 Ende 1957 Führungspersonal an die Panzerkampfgruppe C 5 ab.
Die Aufstellung der Panzerkampfgruppe C 5 wurde spätestens März 1958 abgeschlossen. Die Panzerkampfgruppe C 5 unterstand der 5. Panzerdivision.

### Heeresstruktur 2
Zur Einnahme der Heeresstruktur 2 wurde 1959 die Panzerkampfgruppe C 5 in die Panzerbrigade 15 umgegliedert. Sie wurde der 5. Panzerdivision in Diez unterstellt. Zur Brigade gehörten zunächst:
- Stabskompanie (Koblenz)
- Panzergrenadierbataillon 152 (Schwarzenborn (Knüll))
- Panzerbataillon 153 (Koblenz)
- Panzerbataillon 154 (Westerburg, Rennerod)
- Panzerjägerkompanie 150
- Panzerpionierkompanie 150
- Instandsetzungskompanie 150
- Nachschubkompanie 150

Die selbstständigen Kompanien waren alle in Westerburg oder Rennerod stationiert.

### Heeresstruktur 4
In der Heeresstruktur 4 wurde das Panzergrenadierbataillon 152 durch Umgliederung und Umbenennung des Panzergrenadierbataillons 132 der Panzergrenadierbrigade 13 neu aufgestellt. Unterstellt war zunächst auch das Feldersatzbataillon 157. 1988 wurde der Brigade der Ehrenname „Westerwald“ verliehen.
Die Brigade umfasste im Herbst 1989 in der Friedensgliederung etwa 2900 Soldaten. Die geplante Aufwuchsstärke im Verteidigungsfall betrug rund 3300 Soldaten. Zum Aufwuchs war die Einberufung von Reservisten und die Mobilmachung von nicht aktiven Truppenteilen vorgesehen. Zum Ende der Heeresstruktur 4 im Herbst 1989 war die Brigade weiter Teil der 5. Panzerdivision und gliederte sich grob in folgende Truppenteile:
- Stab/Stabskompanie Panzerbrigade 15, Koblenz
  -  Panzerjägerkompanie 150, Westerburg
  -  Panzerpionierkompanie 150, Westerburg
  -  Nachschubkompanie 150, Rennerod
  -  Instandsetzungskompanie 150, Rennerod
  -  Panzerbataillon 151 (teilaktiv), Koblenz (gemischt, 1 Panzergrenadierkompanie, 2 Panzerkompanien)
  -  Panzergrenadierbataillon 152, Schwarzenborn
  -  Panzerbataillon 153, Koblenz
  -  Panzerbataillon 154, Westerburg
  -  Panzerartilleriebataillon 155, Lahnstein

### Heeresstruktur 5 bis zur Auflösung
1991 wurde das Panzerartilleriebataillon 155 (Lahnstein) außer Dienst gestellt. Die Auflösung der Brigade folgte zum 25. Juni 1993.

## Kommandeure
Folgende Kommandeure führten die Brigade (Dienstgrad bei Kommandoübernahme):
| Nr. | Name                               | Beginn der Berufung | Ende der Berufung  |
| --- | ---------------------------------- | ------------------- | ------------------ |
| 14  | Oberst Axel Bürgener               | 22. März 1991       | 1993               |
| 13  | Oberst Hans-Peter von Kirchbach    | 1. Oktober 1989     | 21. März 1991      |
| 12  | Oberst Dieter Stöckmann            | 1. April 1986       | 30. September 1989 |
| 11  | Oberst Eckhard Stuart              | 1. April 1985       | 31. März 1986      |
| 10  | Oberst Werner von Scheven          | 21. Juli 1982       | 31. März 1985      |
| 9   | Brigadegeneral Günter Kriebel      | 1. Oktober 1976     | 20. Juli 1982      |
| 8   | Brigadegeneral Werner Lange        | 1. Oktober 1974     | 30. September 1976 |
| 7   | Oberst Eckart Afheldt              | 1. Oktober 1971     | 30. September 1974 |
| 6   | Oberst Günter Kießling             | 1. Oktober 1970     | 30. September 1971 |
| 5   | Brigadegeneral Hans-Heinrich Klein | 1. April 1968       | 30. September 1970 |
| 4   | Brigadegeneral Hermann Büschleb    | 1. Oktober 1965     | 31. März 1968      |
| 3   | Oberst Fritz Fechner               | 1. Oktober 1962     | 30. September 1965 |
| 2   | Oberst Gerlach von Gaudecker       | 1. Februar 1959     | 30. September 1962 |
| 1   | Oberst Max Sperling                | 1. September 1957   | 31. Januar 1959    |

## Verbandsabzeichen

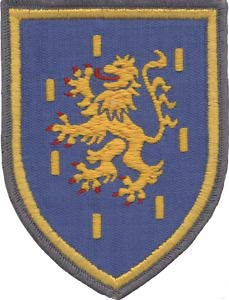
Gewebtes Verbandsabzeichen für den Dienstanzug

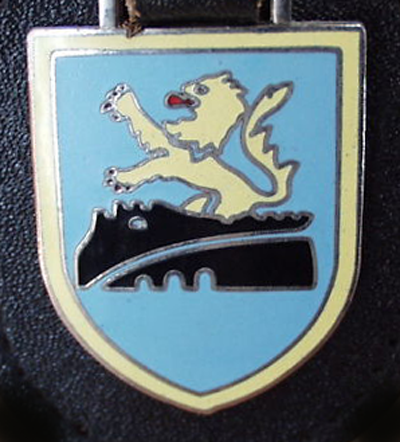
Internes Verbandsabzeichen des Stabes/Stabskompanie

Die Blasonierung des Verbandsabzeichens für den  Dienstanzug der Angehörigen der Panzerbrigade 15 lautete:
 Gold bordiert, im blauen, mit goldenen Schindeln bestreuten Schild ein goldener rotbewehrter und rotgezungter Löwe.
Das Verbandsabzeichen ähnelte dem Wappen des Hauses Nassau. In oder zumindest unweit des Gebiets der ehemaligen Provinz Hessen-Nassau waren die Truppenteile der Division disloziert. Die Verbandsabzeichen der Division und der unterstellten Brigaden waren bis auf die Borde identisch. In der Tradition der Preußischen Farbfolge erhielt das Verbandsabzeichen der Panzerbrigade 15 als „dritte“ Brigade der Division einen gelben Bord.
Da sich die Verbandsabzeichen der Brigaden der Division nur geringfügig unterschieden, wurde stattdessen gelegentlich auch das interne Verbandsabzeichen des Stabes bzw. der Stabskompanie pars pro toto als „Abzeichen“ der Brigade genutzt. Es zeigte einen Löwen in ähnlicher Haltung aber anderer Tingierung als im Verbandsabzeichen und eine stilisierte Darstellung der Festung Ehrenbreitstein.